# Allograpta roburoris
Allograpta roburoris är en tvåvingeart som först beskrevs av Fluke 1942.  Allograpta roburoris ingår i släktet Allograpta och familjen blomflugor. Inga underarter finns listade i Catalogue of Life.